# Massive open online course
Massive Open Online Course (MOOC、ムーク) またはMassive Open Online Courses (MOOCs、ムークス) は、インターネット上で誰もが無料 で受講できる大規模な開かれた講義のことである。

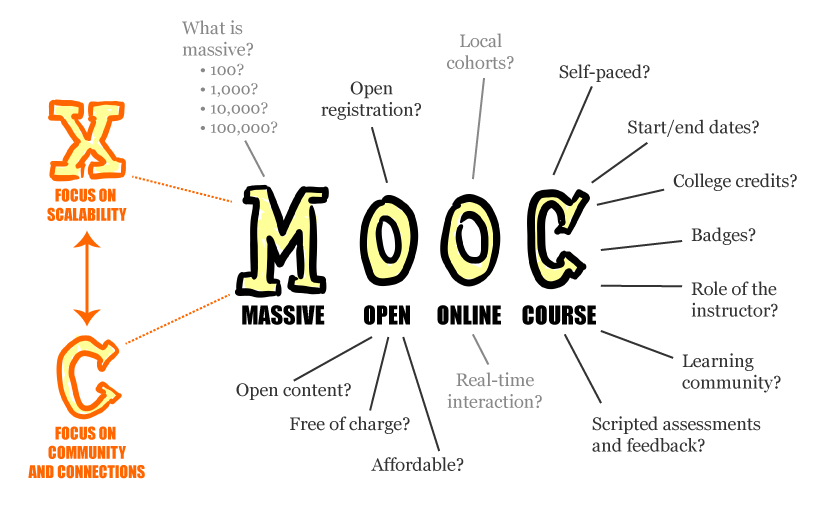
MOOCのポスター

代表的なプラットフォームとしては「コーセラ」「エデックス」や、日本版としてはJMOOCが提供する「gacco」「OUJ MOOC」があり、条件を満たせば修了証が交付される。

## 歴史
MOOCが実際に稼働したのは最近であるが、概念としては古くから提唱されていた。1962年にダグラス・エンゲルバートはSRIインターナショナルでコンピュータを用いた講義運営のフレームワークを提示した。将来個人が所有するコンピュータどうしがつながり世界的規模のネットワークを形成すれば、知識共有がよりよくできるようになると主張した。それをうけてイヴァン・イリイチらはコンピュータ技術を用いれば、だれでも参加することが可能なオープンな教育を行うことができると考えた。1971年にイリイチは、現在の教育手法は硬直しており教育を改善する必要があると考えた。その方法としてコンピュータ技術を用いて中央集権化されていない'learning web'を構築し、多くの学生が参加可能な学習効率の高い教育システムを作ることで、「学校のない社会」をつくろうと考えた。そして良い教育システムが持つべき3つの目標を上げた。
1. 学びたい人はいつでもどこでも学習リソースにアクセスすることができる。
2. 学びたいと思っている人が何を知りたいかを共有することができる。
3. 公共の知識として広めたいと思っている知識を知りたい人に伝えることができる。

多くの人は、この考えを急進的でユートピア的であり、技術的に不可能であると考えた。それでも少なくない人がこの考えに共感し、その後もさまざまな動きがあったが、無料参加の大規模講義であるMOOCが実際に稼働するまでには長い時間が必要であった。MOOCという言葉は2008年にNational Institute for Technology in Liberal Educationの Dave Cormierによって提唱された。すぐに無料のオンライン講義という意味で使われるようになり、アサバスカ大学のGeorge Siemensとカナダ国家研究会議のStephen Downesらによって最初のMOOCが開催された。その講義は "Connectivism and Connective Knowledge" と呼ばれ、ネットワークを利用した学習の理論であるコネクティビズムが題材とされており、マニトバ大学の授業料を払っている25名の受講者だけでなく、オンライン講義として無料で受講することができた。オンライン受講生は2,300名であった。授業内容はRSSで確認可能であり、Moodleの掲示板機能やブログ、Second Life、オンラインミーティングなどのを用いて授業参加することができた。
主にアメリカの大学で運営されており、基本的に無料で参加することができる。各種アプリケーションが開発されており、ビデオ講義を受けるだけでなく、知識確認のための試験問題などを受けることができる。また参加者のユーザーコミュニティーも用意されており、コース運営側にも有益なフィードバックがかえるため講義運営の効率も向上している。そのため参加者が多いほど効果的な運用が可能となる。MOOC関連技術の進歩と、参加者の増加による運営コミュニケーションの発達という二つの要因により、急激に発展している。

## 代表的なプラットフォーム
| 名称                    | 参加している主な教育機関と企業 | 主な使用言語     | 設立年 | 本部           |
| ----------------------- | --- | ---------------- | ------ | -------------- |
| Khan Academy            | | 英語             | 2006   | 米国           |
| Stanford Online         | スタンフォード大学 | 英語             | 2006   | 米国           |
| NPTEL                   | インド工科大学 インド理科大学院 | 英語             | 2006   | インド         |
| OpenClassrooms          | エコール・ポリテクニーク CentraleSupélec Google マイクロソフト IBM Zendesk | フランス語・英語 | 2007   | フランス       |
| WizIQ                   | IIT Delhi | 英語             | 2007   | インド ・ 米国 |
| Canvas Network          | サンタクララ大学 ユタ大学 リール第1大学 | 英語             | 2008   | 米国           |
| Peer to Peer University | | 英語             | 2009   | 米国           |
| Academic Earth          | カリフォルニア大学バークレー校 カリフォルニア大学ロサンゼルス校 ミシガン大学 オックスフォード大学 | 英語             | 2009   | 米国           |
| Codecademy              | | 英語             | 2011   | 米国           |
| Duolingo                | | 多数の言語       | 2011   | 米国           |
| Treehouse               | | 英語             | 2011   | 米国           |
| Udacity                 | ジョージア工科大学 カリフォルニア州立大学 Google セールスフォース Facebook Nvidia Autodesk | 英語             | 2012   | 米国           |
| Eliademy                | Aalto University Executive Education | 英語             | 2012   | フィンランド   |
| openHPI                 | ポツダム大学 | ドイツ語・英語   | 2012   | ドイツ         |
| FutureLearn             | バーミンガム大学 エディンバラ大学 キングス・カレッジ・ロンドン オープン大学 モナシュ大学 トリニティ・カレッジ ウォーリック大学 バース大学 サウサンプトン大学 | 英語             | 2012   | 英国           |
| OpenLearning            | ニューサウスウェールズ大学 Taylor's University キャンベラ大学 | 英語             | 2012   | オーストラリア |
| エデックス              | マサチューセッツ工科大学 ハーバード大学 ボストン大学 カリフォルニア大学バークレー校 オーストラリア国立大学 アデレード大学 クイーンズランド大学 京都大学 IIT Bombay IIM Bangalore ダートマス大学 Universidad Autonoma de Madrid | 英語             | 2012   | 米国           |
| コーセラ                | スタンフォード大学 プリンストン大学 | 英語             | 2012   | 米国           |
| iversity                | Universidad Autonoma de Madrid フィレンツェ大学 ハンブルク大学 | 英語・ドイツ語   | 2013   | 欧州連合       |
| One Month               | School of Visual Arts | 英語             | 2013   | 米国           |
| NovoEd                  | スタンフォード大学 ペンシルベニア大学 プリンストン大学 バージニア大学 コムキャスト Carnegie Foundation Universidad Católica de Chile | 英語             | 2013   | 米国           |
| Open2Study              | ジェームズクック大学 グリフィス大学 ウーロンゴン大学 フリンダース大学 RMIT大学 Central Institute of Technology Sydney Institute ウェスタンシドニー大学 Polytechnic West Macquarie Graduate School of Management スインバン大学 ニューカッスル大学 Jordan University of Science and Technology タスマニア大学 International College of Management, Sydney マッセー大学 マッコーリー大学 華南理工大学 TAFE SA カーティン大学 | 英語             | 2013   | オーストラリア |
| JMOOC                   | 日本の大学と企業 | 日本語           | 2013   | 日本           |
| Coursmos                | スタンフォード大学 マサチューセッツ工科大学 | 英語             | 2014   | 米国           |
| Kadenze                 | スタンフォード大学 プリンストン大学 カリフォルニア大学ロサンゼルス校 カリフォルニア芸術大学 シカゴ美術館附属美術大学 Maryland Institute College of Art ゴールドスミス・カレッジ MassArt ソウル芸術大学校 Paris College of Art シンガポール国立大学 テキサス大学オースティン校 | 英語             | 2015   | 米国           |

## 課題と批評

### 6つの取り組むべき問題
MOOCのガイドはMOOCについて6つの取り組むべき問題が有り得ると指摘する。
1. 利用者の作ったコンテンツが混乱した学習環境を生み出すことがある。
2. オンライン教材の使用を成り立たせるにはデジタル・リテラシー（英語版）が必要である。
3. 関係者からの時間と労力の要求は自由なオンライン・コースへの取り組みへ生徒が何を望んでいるかを超えているかもしれない。
4. 一度コースがリリースされると、コースの軌道をインストラクターによってコントロールするのを難しくさせる、大人数の生徒本体によるコンテンツの改造と再翻訳があるだろう。
5. 関係者は自主規制と自らのゴールを定める必要がある。
6. 言語と翻訳の障壁。

効果的なMOOCの開発でのこれらの一般的な課題はジャーナリストと大学関係者からの批評により付きまとう。
ロバート・ゼムスキー(2014)はそれらがそのピークを過ぎたことを主張する：「そうなった；わずかにそうせざるを得なかった；そして今それらは実質的に減少する過程にある。」他の者はごく小さな終了の比率から起こる反発について指摘した。

### 低い修了率
ハーバード大学とマサチューセッツ工科大学が共同で設立したedXは、MOOCのコース修了率が5.5%であったことを2016年に明らかにした。その後の2019年に発表された研究においても、大半のMOOC受講生は途中で諦めてしまうことが明らかになった。
またこの研究は、MOOCへの参加の増加に発展途上国はほとんど見られず、世界で裕福な国々に集中していることも明らかにした。